# Ataifor
Un ataifor es un plato hondo representativo de la vajilla andalusí, con su precedente geográfico inmediato en la pátera tardorromana de la vajilla áulica cordobesa, y esta a su vez en el fiale griego. Una descripción más completa, define el ataifor como recipiente de base convexa, paredes curvas y borde recto con el labio redondeado; plato o fuente para la presentación de alimentos en la mesa. Las piezas grandes (diámetro mayor de 25 cm), servirían de fuentes y las de tamaño menor, de platos.
Del árabe طَيْفُور ṭayfūr, fue voz utilizada originalmente para designar una bandeja de azófar o latón que después se usó nombrando cualquier tipo de plato. Su uso en el lenguaje doméstico ha desaparecido, pero está referenciado en abundantes documentos y en la literatura, tanto andalusí como castellana.

## Arqueología
En arqueología, el ataifor es pieza habitual de las vajillas hispanomusulmanas, si bien, resulta conflictiva a la hora de su clasificación y diferenciación de otros vasos como cuencos,  escudillas, platos y fuentes de la producción islámica en la península ibérica.
El investigador Rosselló Bordoy, en uno de sus estudios de terminología cerámica, describe al ataifor como "plato de servicio con gran variedad de tipos; puede presentarse sin vidriar (ejemplares arcaicos) o vidriado (melaos, verdes, etc.). Es pieza rastreable en todas épocas y por sus distintas formas puede deducirse su cronología."

## Mobiliario
También se llama ataifor en el mobiliario musulmán a la mesita baja y redonda con apariencia de bandeja.

## Galería

Del bol T'ang chino y la pátera bizantina al ataifor islámico
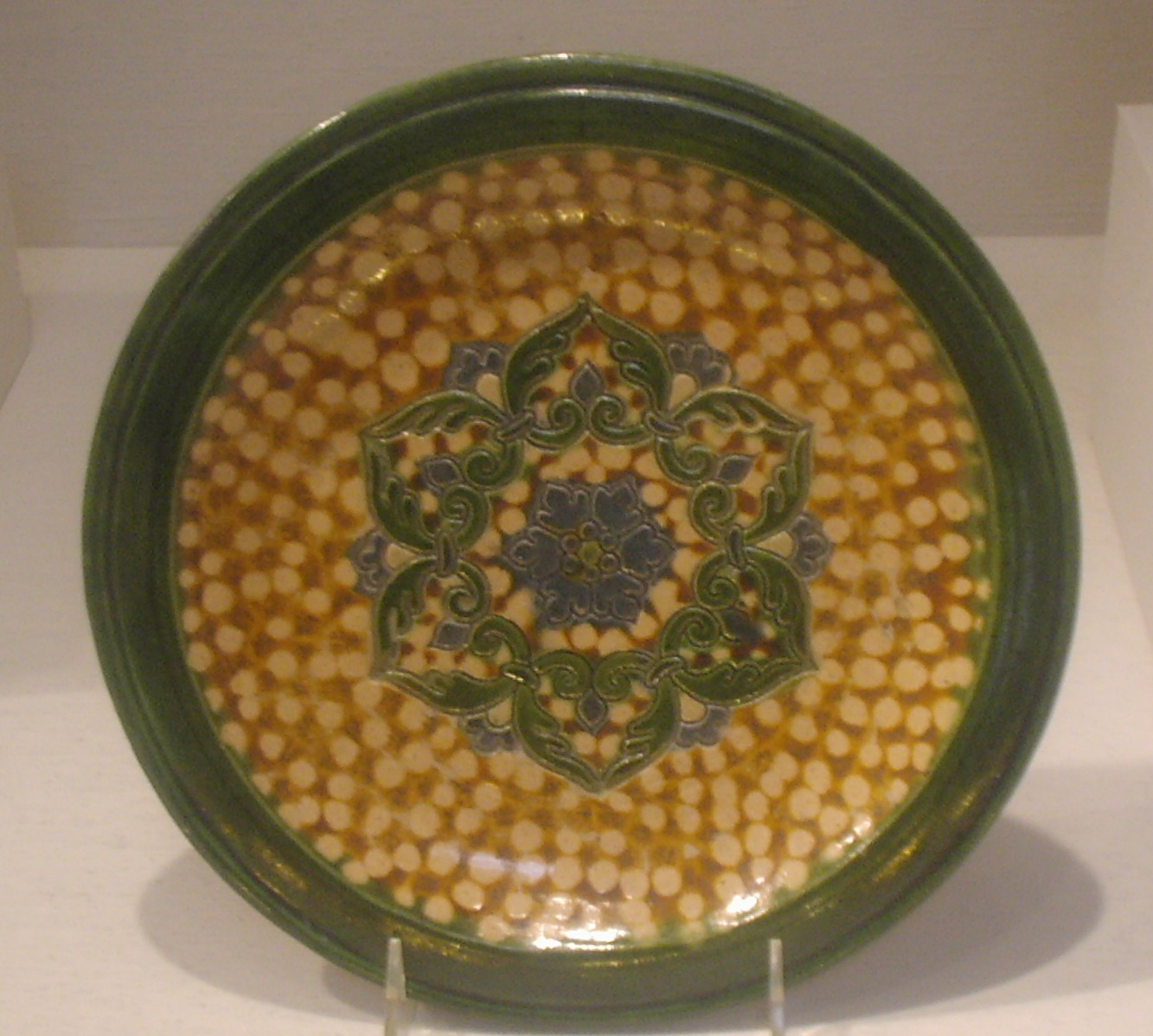
Loza sancai de la dinastía Tang (datado entre 650 - 750). MET.
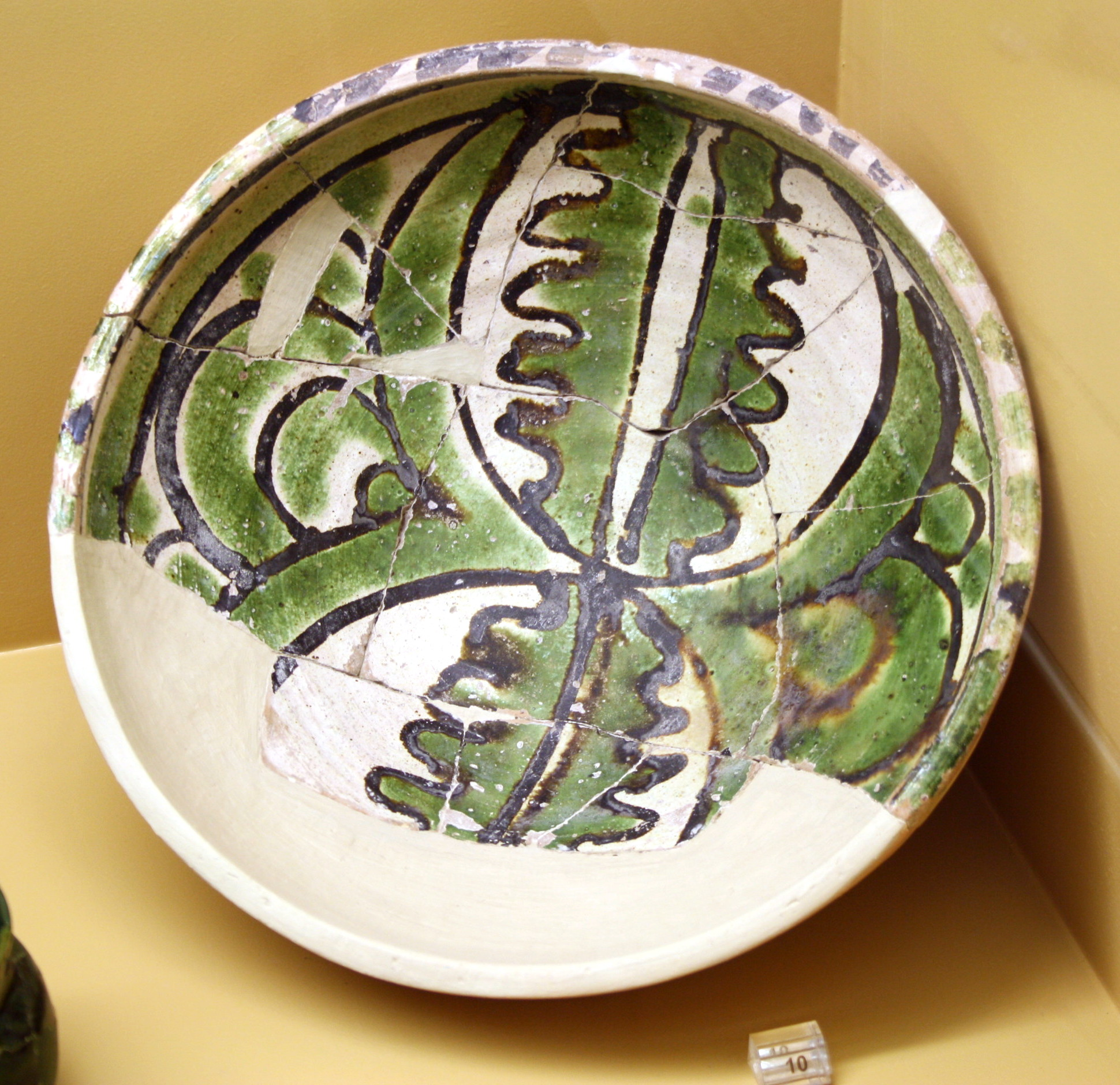
Plato hondo bizantino del siglo XI, exhibido en el Museo del Ágora de Atenas.
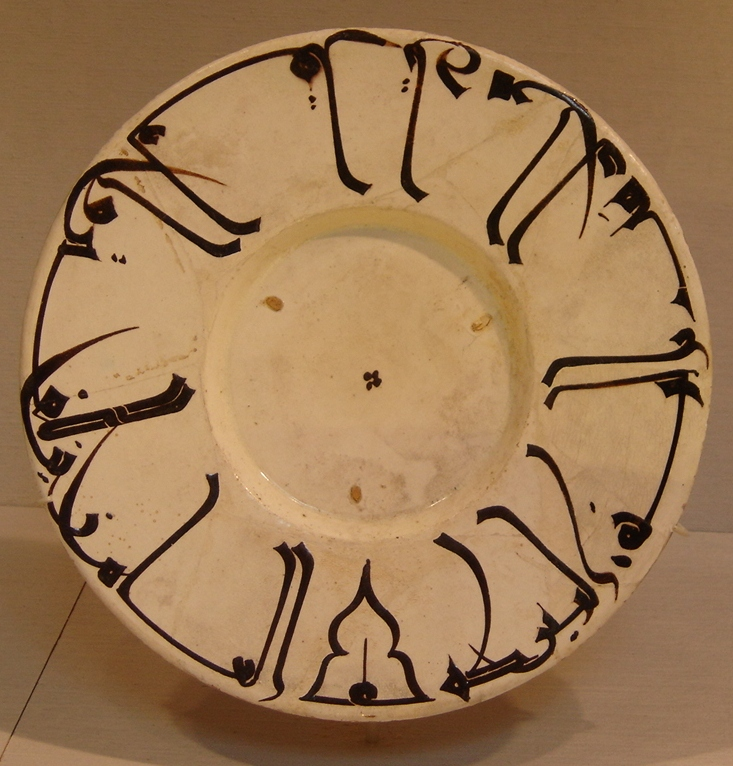
Plato ataifor de la dinastía búyida (siglo X), Irán. Museo Metropolitano de Arte de Nueva York.
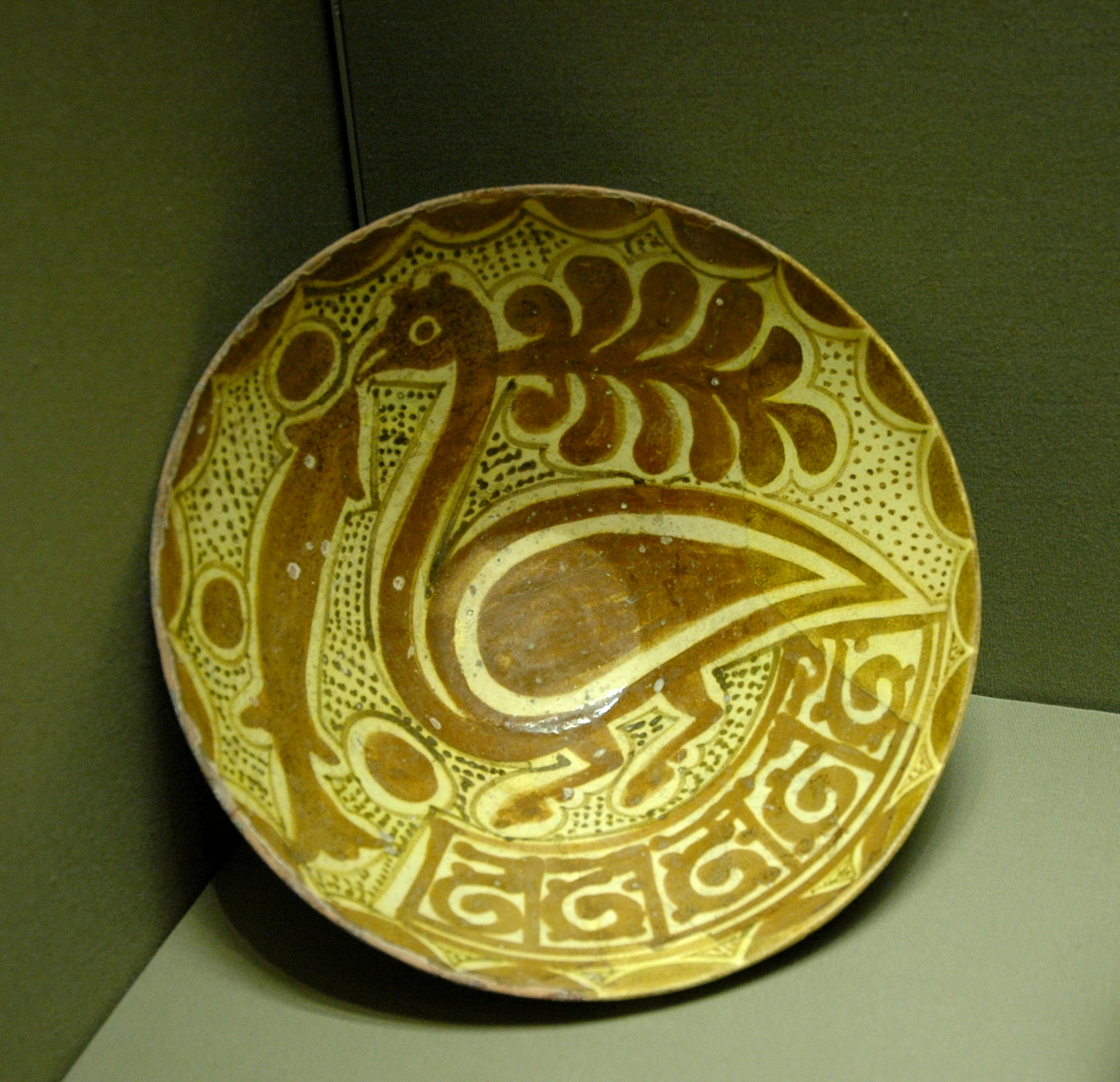
Ataifor persa (siglos X - XI).Jorasán (Irán). Museo del Louvre.

El ataifor del Califato
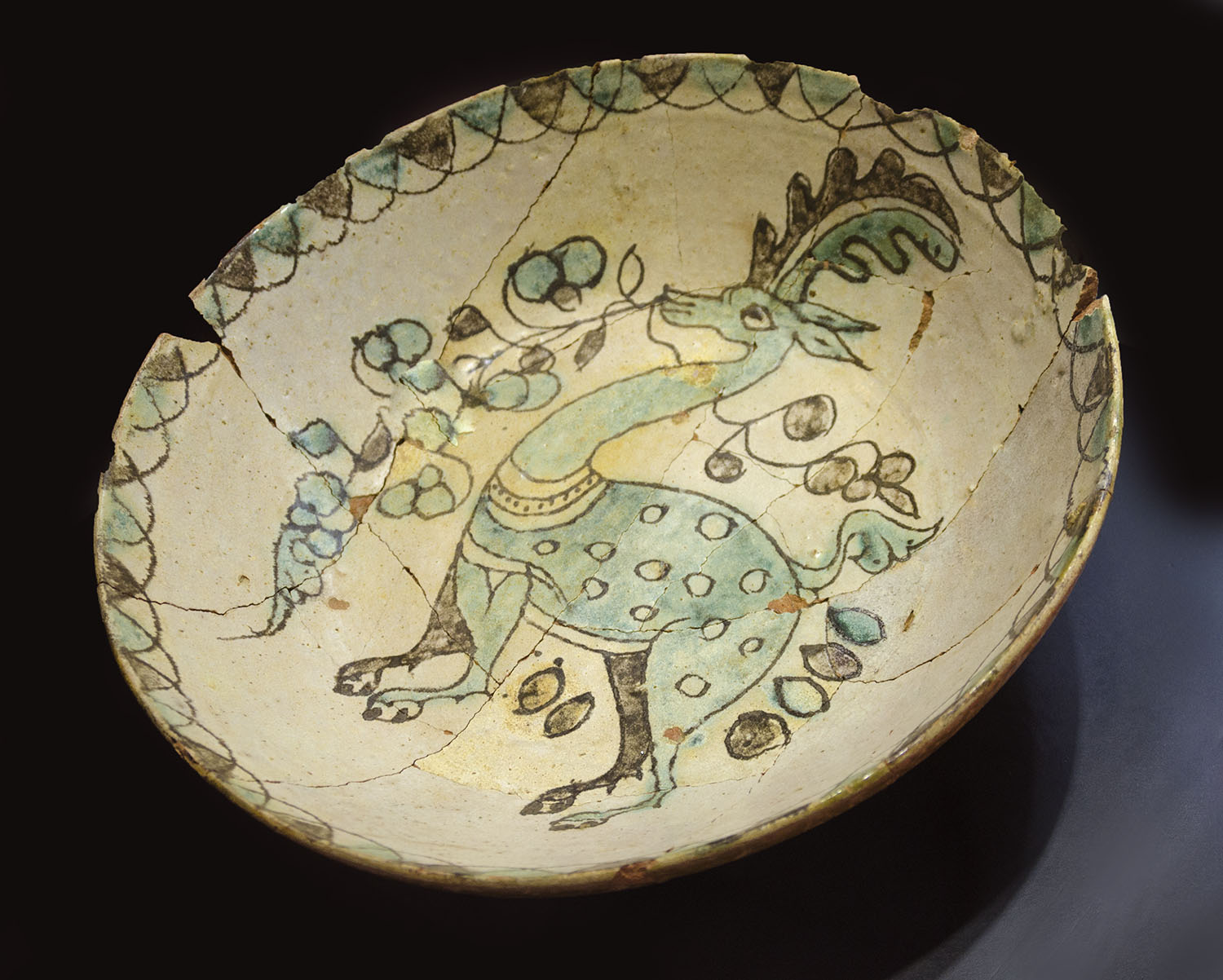
Ataifor de Jerez de la Frontera del siglo X.
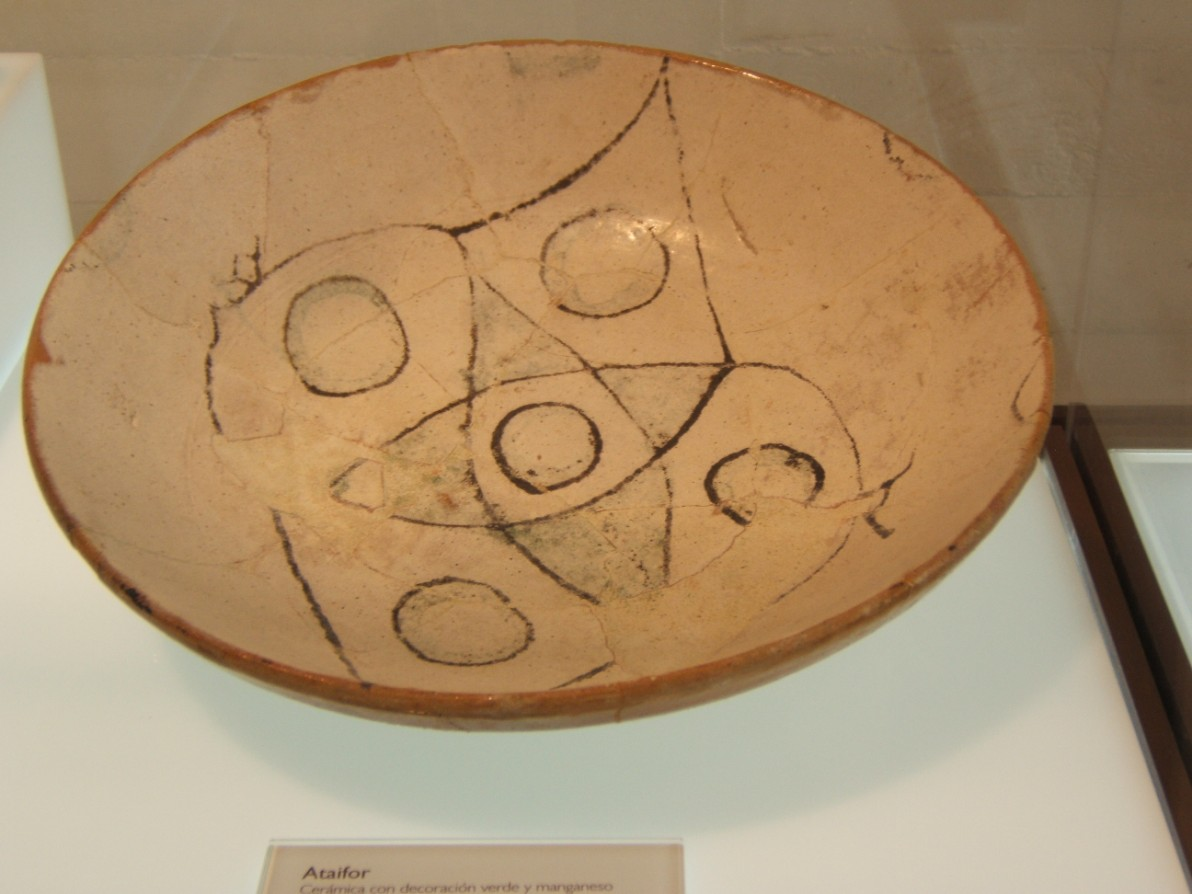
Ataifor en verde y morado del siglo X. Museo de Medina Azahara.
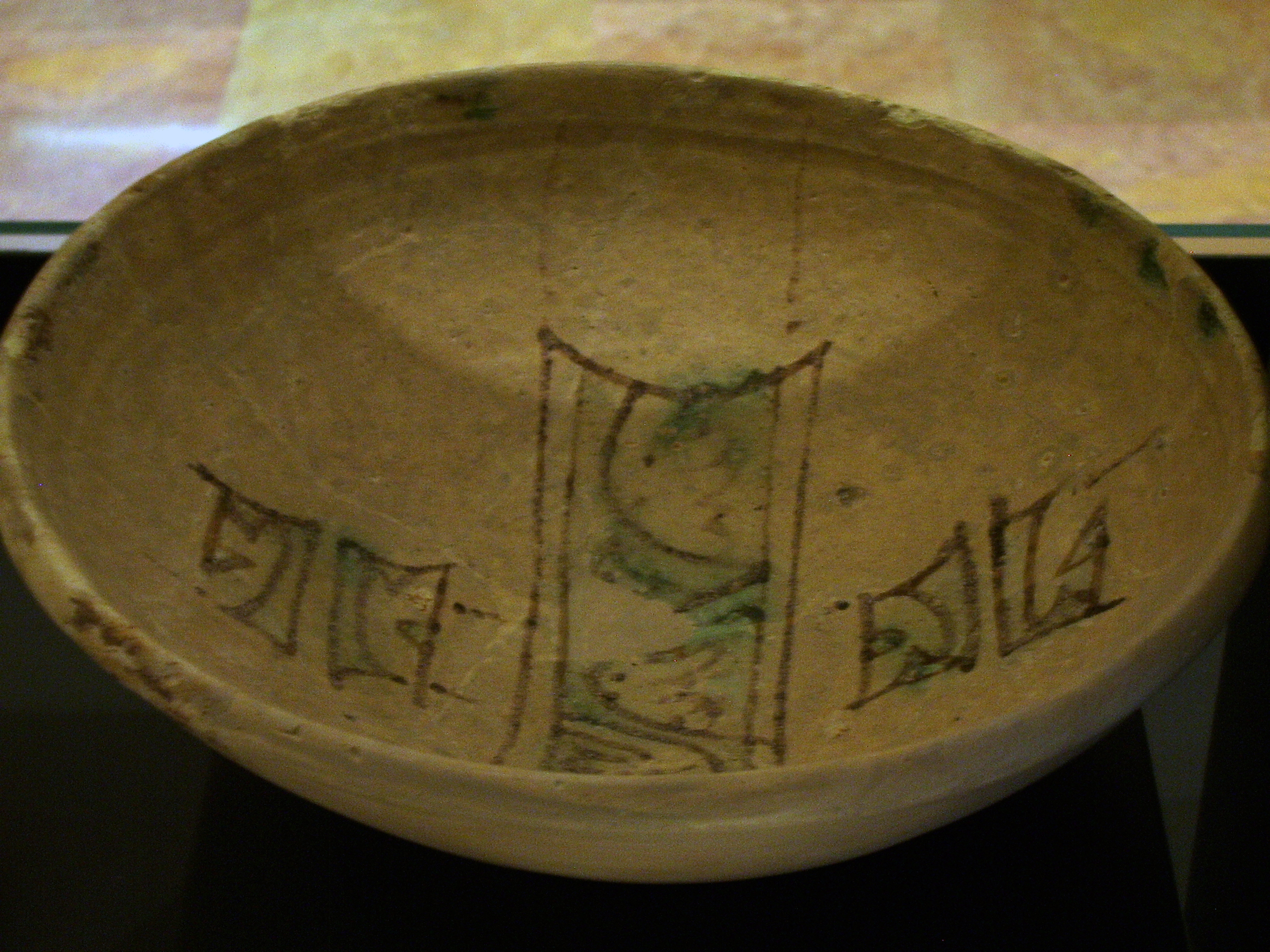
Ataifor en verde y morado del siglo XI. Museo del Teatro Romano de Cesaraugusta.

Ataifores del Levante español
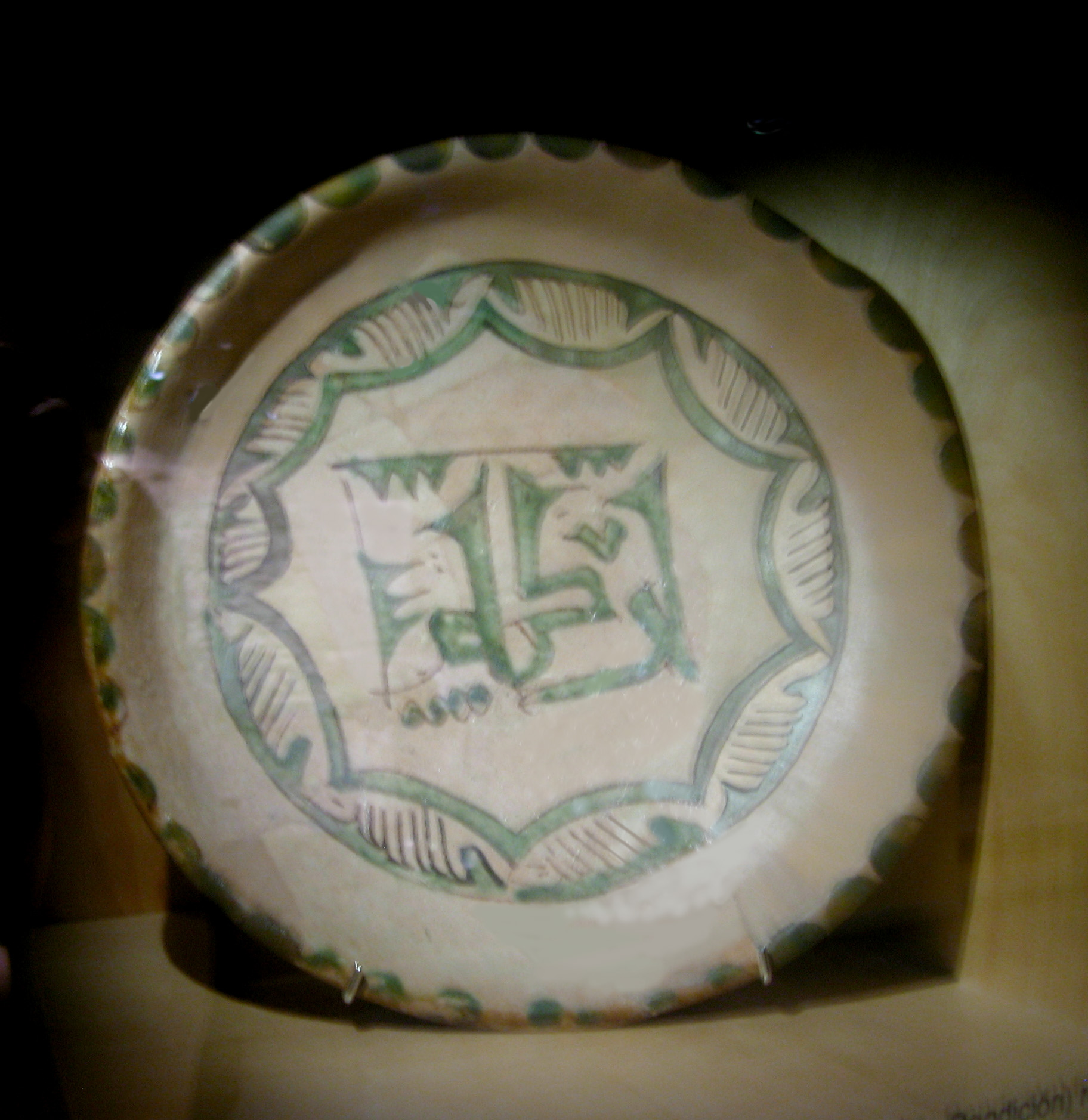
Ataifor del siglo XI. Taifa de Valencia (Comunidad valenciana).
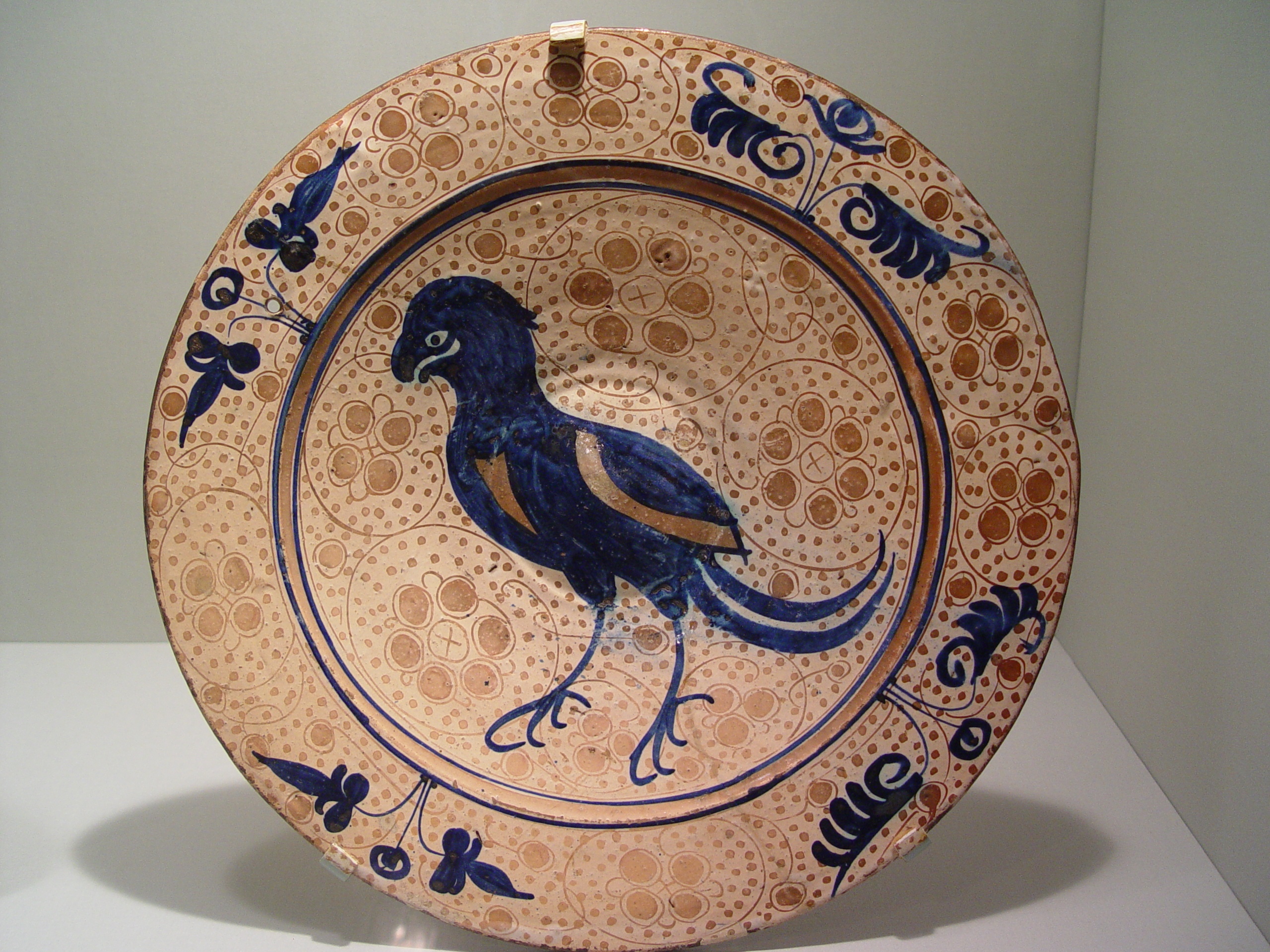
Plato ataifor de Manises (hacia 1440). LACMA, colección William Randolph Hearst.
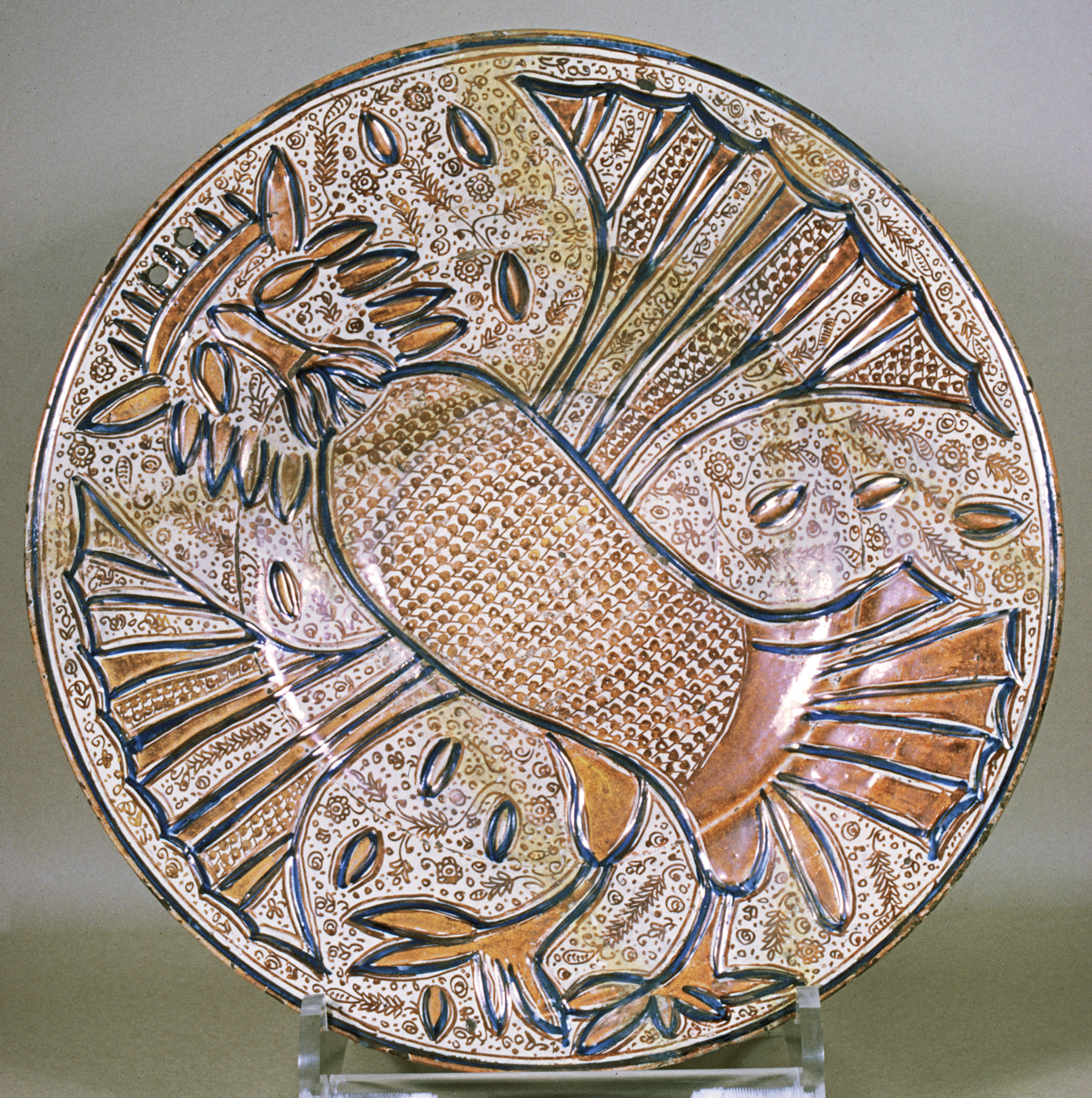
Plato ataifor (hacia 1540). Museo Walters, Baltimore.
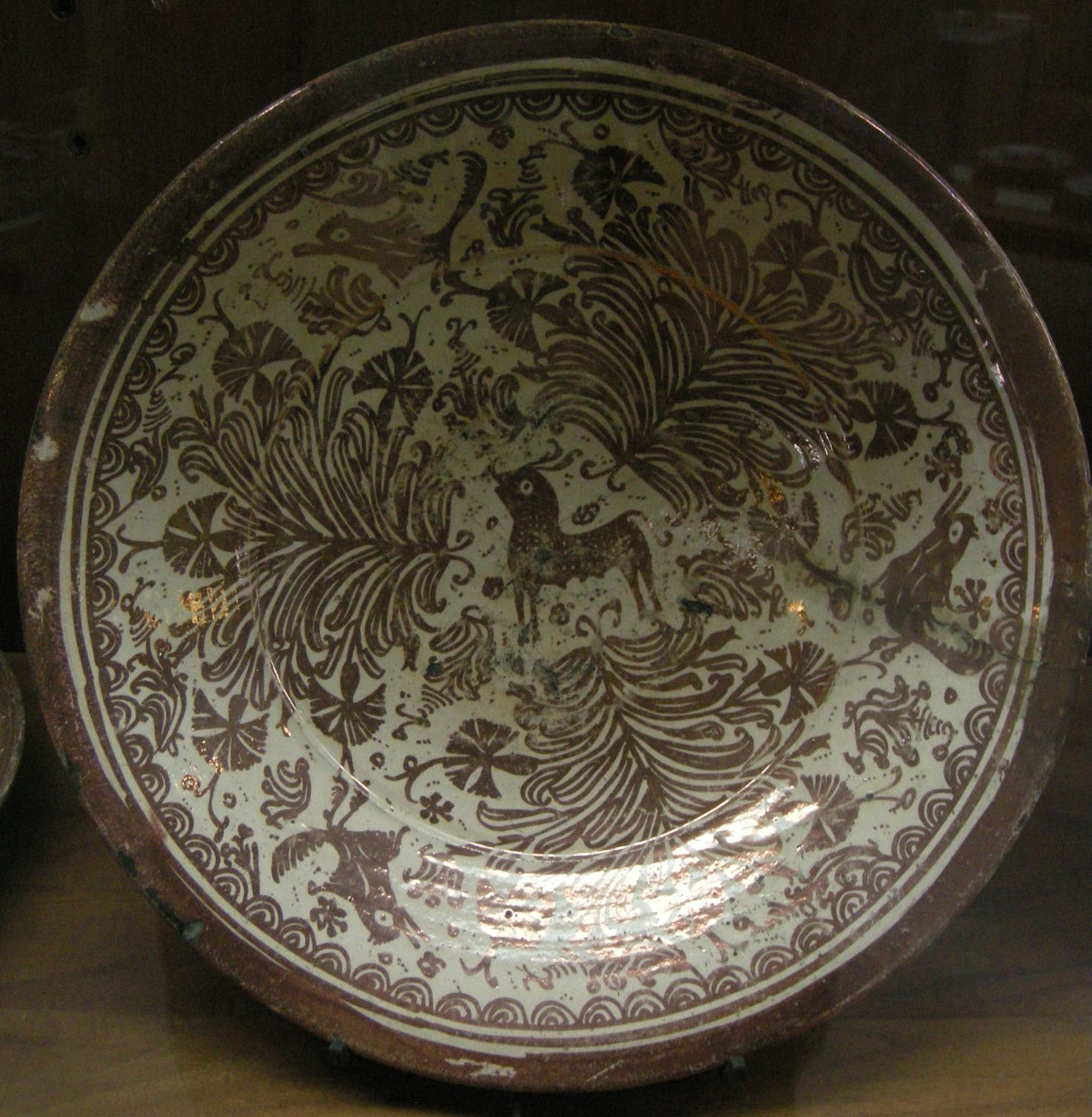
Plato ataifor de mayólica de Manises (siglo XVIII). Castello Sforzesco de Milán.